# Fabio Dal Cin
Fabio Dal Cin (Vittorio Veneto, província de Treviso, Itália, 23 de janeiro de 1965) é um clérigo e prelado italiano de Loreto.

## Biografia
Nasceu em Vittorio Veneto, bispado da província de Treviso, em 23 de janeiro de 1965.

### Formação e ministério sacerdotal
Frequentou o seminário menor e depois o maior da diocese de Vittorio Veneto. Obtém uma licença em teologia sagrada com especialização litúrgico-pastoral.
Em 7 de dezembro de 1990 foi ordenado sacerdote em Sarmede por Dom Eugenio Ravignani.
Após sua ordenação sacerdotal, ocupou o cargo de vigário paroquial da catedral de Motta di Livenza. Em 2000, Dom Alfredo Magarotto o nomeou delegado episcopal para a pastoral vocacional e diretor do Centro Diocesano para as Vocações, do qual já havia sido vice-diretor. Em 2003 foi chamado para assumir a dupla função de mestre de cerimônias do bispo, onde auxilia os bispos Alfredo Magarotto e Giuseppe Zenti, e como animador do seminário maior.
Em março de 2007, o Papa Bento XVI o nomeou funcionário da Congregação para os Bispos. Em 2011 obteve o doutorado em teologia pelo Pontifício Ateneu Santo Anselmo em Roma. Em 10 de setembro de 2012 tornou-se capelão de Sua Santidade.

### Ministério episcopal
Em 20 de maio de 2017, o Papa Francisco o nomeia, com dignidade de Arcebispo ad personam de Prelazia de Loreto, Delegado pontificio do Santuário da Santa Casa de Loreto, Delegado pontificio da Basílica de Santo Antônio de Pádua; sucede ao arcebispo Giovanni Tonucci, que renunciou por limites de idade atingidos.
Em 9 de julho de 2017 recebeu a ordenação episcopal, na catedral de Vittorio Veneto, do cardeal Marc Ouellet, prefeito da Congregação para os Bispos, co-consagrando o bispo de Vittorio Veneto Corrado Pizziolo e o arcebispo Giovanni Tonucci, seu antecessor em Loreto. No dia 2 de setembro seguinte toma posse da prelazia territorial.